# Heroes’ Comeback
A Heroes’ Comeback (ヒーローズ・カムバック) Hoszono Fudzsihiko japán mangaka által kezdeményezett jótékonysági projekt a 2011-es tóhokui földrengés és cunami károsultjainak megsegítésére. A program keretében nyolc mangaka – Hoszono Fudzsihiko, Júki Maszami, Josida Szensa, Isinomori Sótaró, Fudzsita Kazuhiro, Takahasi Rumiko, Arakava Hiromu és Siina Takasi – nagy sikernek örvendő hősei tértek vissza. A fejezetek 2012 októbere és 2013 márciusa között jelentek meg a Shogakukan Súkan Big Comic Spirits, Súkan Sónen Sunday és Gekkan Sónen Sunday mangamagazinjaiban. A one-shot történeteket végül 2013. április 30-án a 3.11 vo vaszurenai tame ni Heroes’ Comeback (3.11を忘れないために ヒーローズ・カムバック, ’A hősök visszatérése, ne feledjük 3.11-et’) című tankóbonba összeszedve is megjelentek. A könyvből származó összes bevételt a földrengés és szökőár károsultjainak megsegítésére fordították.

## Fejezetek
| Manga                | Szerző                                                   | Megjelent                                              | Eredeti megjelenés                                                           | Könyv                           |
| -------------------- | -------------------------------------------------------- | ------------------------------------------------------ | ---------------------------------------------------------------------------- | ------------------------------- |
| Gallery Fake         | Hoszono Fudzsihiko                                       | Súkan Big Comic Spirits (2012/47–48. lapszám)          | Súkan Big Comic Spirits (1992–2005)                                          |                                 |
| Kjúkjoku csódzsin R  | Júki Maszami                                             | Súkan Big Comic Spirits (2012/49. lapszám)             | Súkan Sónen Sunday (1985–1987)                                               |                                 |
| Ucurun deszu         | Josida Szensa                                            | Súkan Big Comic Spirits (2012/50. lapszám)             | Súkan Big Comic Spirits (1989–1994)                                          |                                 |
| Cyborg 009           | Simamoto Kazuhiko +Isimori Pro eredeti: Isinomori Sótaró | Get the Sun (2012 decemberi lapszám)                   | Súkan Sónen King Súkan Sónen Magazine Bóken-ó Súkan Sónen Sunday (1964–1985) |                                 |
| Usio to Tora         | Fudzsita Kazuhiro                                        | Súkan Sónen Sunday (2013/4–5. összevont és 6. lapszám) | Súkan Sónen Sunday (1990–1996)                                               |                                 |
| InuYasha             | Takahasi Rumiko                                          | Súkan Sónen Sunday (2013/10. lapszám)                  | Súkan Sónen Sunday (1996–2008)                                               | InuYasha wide-ban, utolsó kötet |
| Gin no szadzsi       | Arakava Hiromu                                           | Súkan Sónen Sunday (2013/11–12. lapszám)               | Súkan Sónen Sunday (2011–napjainkig)                                         |                                 |
| Ghost Sweeper Mikami | Siina Takasi                                             | Súkan Sónen Sunday (2013/13–14. lapszám)               | Súkan Sónen Sunday (1991–1999)                                               |                                 |